# Міжнародні конгреси істориків
Міжнародні конгреси істориків (Міжнародні конгреси історичних наук), обговорення на них проблем українознавства та участь учених з України — всесвітні конгреси дослідників історії та суміжних наук. Скликаються з 1900 щоп'ять років (з перервами під час двох світ. війн). Від 1928 їх організує Міжнародний комітет історичних наук (МКІН) за участю національного комітету істориків тієї країни, де проводиться черговий конгрес, співорганізаторами є нац. комітети ін. країн, асоційовані з МКІН міжнар. об'єднання (комітети, комісії) з різних галузей істор. знань. До 2005 проведено 21 конгрес, 22-й має відбутися в м. Амстердам (Нідерланди) 2010.
Документацію конгресів містять Бюлетень МКІН, (1926—1942), та Інформаційний бюлетень МКІН (від 1953, видання продовжується). Архів МКІН за 1926–45 зберігається в Лозанні (Швейцарія), за пізніший час — у Парижі (Франція), архівна спадщина організаторів та учасників конгресів є в різних збірках, зокрема у Федеральному архіві ФРН у Кобленці.
Ініціатором проведення Міжнародних конгресів істориків був Р. де Мольд Ла Клав'єр, ген. секретар Товариства дипломатичної історії, яке діяло в Парижі від 1886. 1898 це товариство скликало в Гаазі (Нідерланди) 1-й Міжнар. конгрес дипломатичної історії, на якому було бл. 300 учасників, з них бл. 100 дипломатів і колиш. дипломатів, прибл. 60–70 професорів ун-тів та архівістів. На першому засіданні Р. де Мольд проголосив започаткування регулярних світ. зібрань істориків. Проте надалі Товариство дипломатичної історії усунулося від підготовки конгресу і нею зайнявся, під патронатом франц. уряду, комітет на чолі з постійним секретарем Франц. академії, істориком античності Ґ.Буасьє.
1-й конгрес (23–28 вересня 1900, Париж) мав назву Міжнар. конгрес порівняльної історії. Він став одним із форумів, скликаних у зв'язку з Паризькою світ. виставкою. Зареєстровано до 800 учасників, але активну участь взяли бл. 100—200 учених. Президент конгресу Ґ.Буасьє визначив як його завдання полегшення контактів між різними галузями істор. науки, поліпшення взаєморозуміння учених незалежно від нац. кордонів. Голова секції порівняльного вивчення права А.Есмейн говорив про засади історизму, які включають вплив істор. мислення на споріднені науки, а також про роль історії в самоусвідомленні індивідуального обличчя націй. Голова секції заг. і дипломатичної історії А.Усеє підставою історизму назвав позитивні знання, що спираються на максимально повне й адекватне використання джерел. Натомість у секції історії природничих наук Ґ.Міло стверджував обмеженість позитивізму О.Конта. Ректор Ясського ун-ту Александру Ксенопол теж критикував позитивістський підхід, обстоюючи важливість творчих гіпотез, зокрема для обґрунтування концепції дако-румун. континуїтету. Угор. учасники, зокрема М.Дарваї, полемізували з цією теорією, покликаючись на вимоги позитивного методу (див. Позитивізм в історичній науці).
Чи не єдиним доповідачем, пов'язаним з Україною походженням і колом своїх наук. зацікавлень, був Макс. Ковалевський, на той час професор у Парижі. Він виступив з доповіддю «Робітниче законодавство у 2-й половині середньовіччя».